# Francesco Caracciolo
Sant Francesc Caracciolo, o de Caracciolo, de seglar Ascanio Caracciolo (Villa Santa Maria, Chieti, 13 d'octubre de 1563 - Agnone, Campobasso, 4 de juny de 1608), fou un sacerdot catòlic italià cofundador de l'Orde dels Clergues Regulars Menors (pares "caracciolins" o d'Adorno).
Fou beatificat pel papa Climent XIV el 1769, i canonitzat pel papa Pius VII el 24 de maig de 1807.

## Vida
Sant Francesc Caracciolo va néixer a la regió dels Abruços, llavors del Regne de Nàpols. Pertanyia a la branca Pisquizio de la noble família dels Caracciolo i va ser batejat com a Ascanio. De petit, ja va destacar per la seva rectitud i bones maneres. Va voler abraçar la vida eclesiàstica i va distribuir els seus béns entre els pobres, marxant a continuació, en 1585, a Nàpols a estudiar teologia. En 1587 va ser ordenat prevere i ingressà a la confraria dels Bianchi della Giustizia (Blancs de la Justícia), que assistien als condemnats a mort en els últims moments.

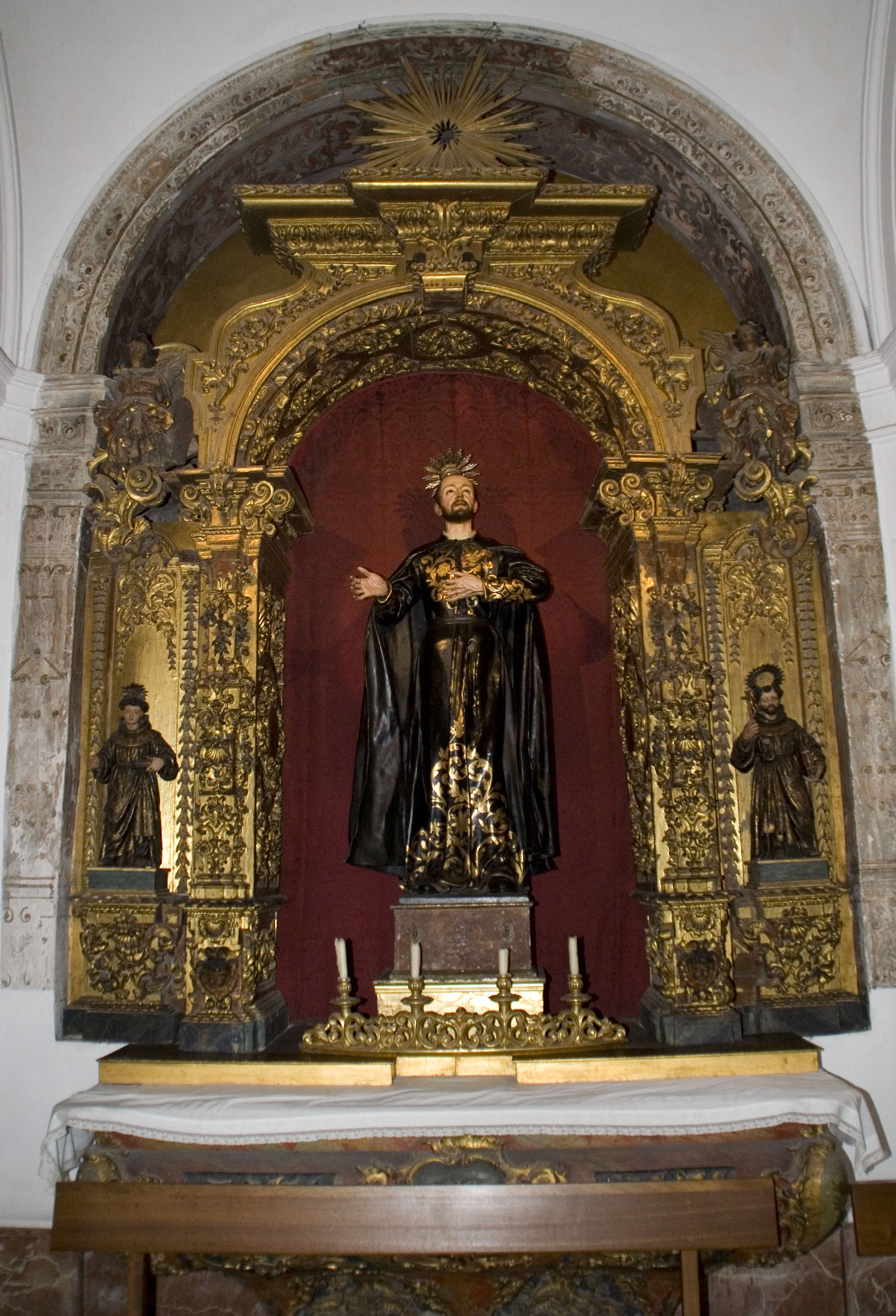
Capella del sant (església de Santa Cruz, Sevilla)
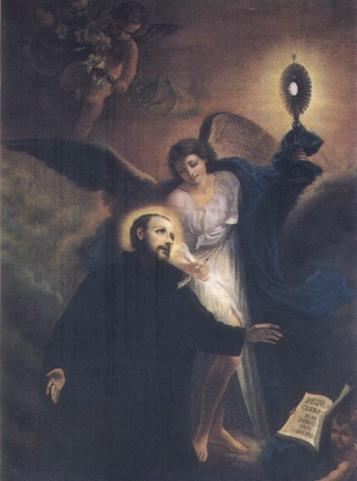
Sant Francesc adorant el Santíssim, pintura del s. XVII
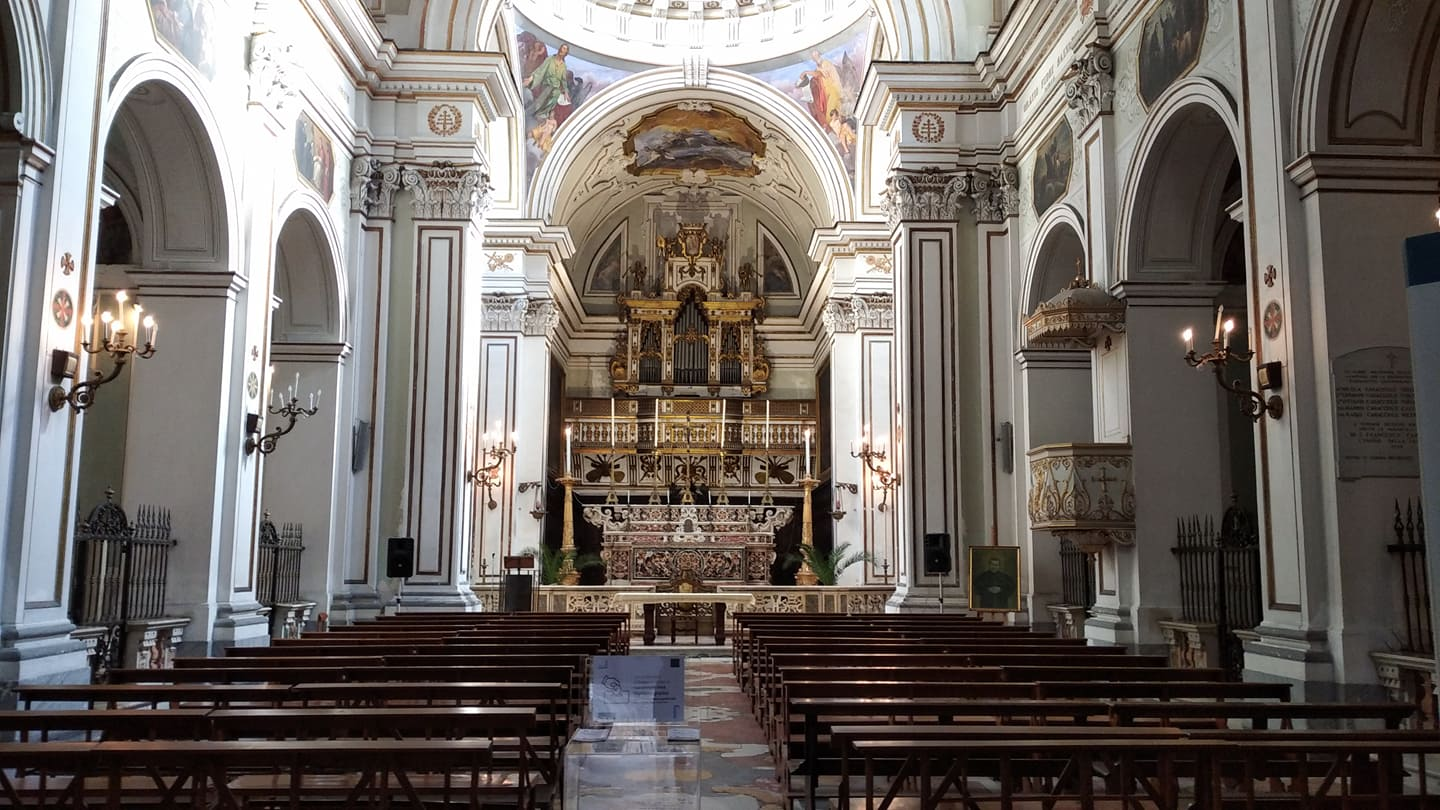
Església de Monteverginella (Nàpols), lloc del seu enterrament
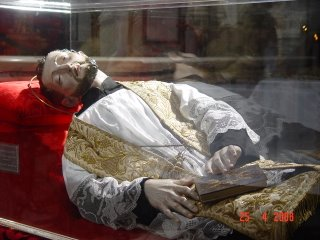
Urna amb les restes del sant, cobertes per una escultura

Arran d'una carta que Giovanni Agostino Adorno va escriure a Fabrizio Caracciolo (que no era parent d'Ascanio), prengué part en la fundació d'un nou institut religiós: de fet, la carta li va ser lliurada per error i Francesc va veure en això la voluntat divina. Des de llavors, col·laborà en la redacció de la regla de la nova congregació, que va ser aprovada per Sixt V, l'1 de juliol de 1588, confirmada per Gregori XIV el febrer de 1591 i reconfirmada per Climent VIII en 1592. L'institut es va anomenar Congregació dels Clergues Regulars Menors. Alhora contemplativa i activa, els seus membres conviuen per a reforçar el seu ministeri sacerdotal, a més de conrear la penitència, la pregària i l'adoració al Santíssim Sagrament.
El 1589, en prendre els vots de l'orde, Ascanio va canviar el seu nom pel de Francesc, com a homenatge a Sant Francesc d'Assís. Caracciolo fou triat general de l'orde el 9 de març de 1593, a la mort d'Adorno, tot i que no volia acceptar-ho. Tot i això, continuava fent els seus torns de servei per a escombrar les cambres, fer els llits i rentar els plats o cuinar (per això va ser triat després com a patró dels cuiners italians).
Viatjà tres cops a Espanya per tal d'establir-hi cases de l'orde, sota la protecció de Felip II i Felip III de Castella, a Madrid (1599), Valladolid i Alcalá d'Henares (1601). A Roma, va obtenir com a seu per a l'orde l'església de Sant Lleonard, que després va passar a Sant'Agnese in Piazza Navona (1598) i a San Lorenzo in Lucina (1606). Pau V va voler fer-lo bisbe, però va refusar-lo.
La seva puresa era proverbial, i el seu amor als pobres. El seu lema era "Zelus domus tuae comedit me." Convidat pels oratorians a Agnone, a la regió del Molise, per a establir-hi una casa de la congregació, va caure-hi malalt i va morir la vigília del Corpus Christi, el 4 de juny de 1608.
Francesc va ser autor de Le sette stazioni sopra la Passione di N.S. Gesù Christo (Les set estacions de la Passió del Nostre Senyor Roma, 1710).

## Culte
Sant Francesc Caracciolo va ser beatificat per Climent XIV el 4 de juny de 1769 i canonitzat per Pius VII el 24 de maig de 1807. La seva festivitat és el 4 de juny. El 1838 va ser escollit com un dels sants patrons de Nàpols, on reposa el seu cos. Va ser enterrat a Santa Maria la Maggiore, però després va ser traslladada a l'església de Monteverginella. El seu culte a Nàpols va assolir el seu zenit durant el primer terç del segle xix, decaient més tard. També és, des de 1996, patró dels cuiners italians.